# Сан-Паулу (футбольний клуб)
Футбольний клуб «Сан-Паулу» (порт.-браз. São Paulo Futebol Clube) — футбольний клуб з міста Сан-Паулу, штат Сан-Паулу, Бразилія. Клуб є одним з чотирьох найкращих команд свого штату (разом з клубами «Корінтіансом», «Палмейрасом» і «Сантусом») і одним з найтитулованіших футбольних клубів Бразилії.
На міжнародній арені «Сан-Паулу» добився найбільших досягнень серед всіх бразильських клубів — єдиний бразильський триразовий переможець Кубка Лібертадорес. Крім того, щоразу після перемоги в Кубку Лібертадорес, «Сан-Паулу» обов'язково ставав і найкращим клубом світу, вигравши в 1992 і 1993 роках Міжконтинентальний кубок (обігравши Барселону і Мілан) і Клубний чемпіонат світу в 2005 році (був повержений англійський Ліверпуль).
Після цього «Сан-Паулу» став домінувати в чемпіонаті Бразилії, виграючи першість 2006, 2007 і 2008 років. До 2015 «Сан-Паулу» був клубом, що вигравав чемпіонат Бразилії найбільше число разів, — шість.
Стадіон команди — «Морумбі», що зараз вміщає 80 тис. глядачів, а до реконструкції 2000 року вміщав 150 тис. Це найбільший стадіон, що належить виключно одному футбольному клубу.

## Досягнення
- Серія А: 6

1977, 1986, 1991, 2006, 2007, 2008
- Кубок Бразилії: 1

2023
- Суперкубок Бразилії: 1

2024
- Кубок Лібертадорес:

1992, 1993, 2011
- Суперкубок Лібертадорес:

1993
- Південноамериканський кубок:

2012
- Кубок КОНМЕБОЛ:

1994
- Рекопа Південної Америки:

1993, 1994
- Міжконтинентальний кубок:

1992, 1993
- Клубний чемпіонат світу з футболу

2005

## Склад команди
Станом на 13 лютого 2022
| №  | Поз. | Нац.      | Гравець                                            |
| -- | ---- | --------- | -------------------------------------------------- |
| 1  | ВР   | Бразилія  | Тьягу Вольпі                                       |
| 2  | ЗХ   | Бразилія  | Ігор Вінісіус                                      |
| 4  | ЗХ   | Бразилія  | Дієго Коста                                        |
| 5  | ЗХ   | Еквадор   | Роберт Арболеда                                    |
| 6  | ЗХ   | Бразилія  | Рейналдо (віцекапітан)                             |
| 7  | НП   | Аргентина | Еміліано Рігоні                                    |
| 8  | ПЗ   | Бразилія  | Луан                                               |
| 9  | НП   | Аргентина | Хонатан Кальєрі (оренда з «Депортіво Мальдонадо»)  |
| 10 | ПЗ   | Бразилія  | Нікао                                              |
| 11 | НП   | Бразилія  | Лусіано                                            |
| 12 | ПЗ   | Бразилія  | Аліссон                                            |
| 13 | ЗХ   | Бразилія  | Рафінья                                            |
| 15 | ПЗ   | Уругвай   | Габріел Невес (оренда з «Насьйоналя» (Монтевідео)) |
| 16 | ЗХ   | Бразилія  | Лео Пеле                                           |

| №  | Поз. | Нац.     | Гравець                |
| -- | ---- | -------- | ---------------------- |
| 17 | НП   | Бразилія | Маркіньйос             |
| 21 | ПЗ   | Бразилія | Габріел Сара           |
| 22 | ЗХ   | Бразилія | Жуан Міранда (капітан) |
| 23 | НП   | Італія   | Едер                   |
| 25 | ПЗ   | Бразилія | Родріго Нестор         |
| 26 | ПЗ   | Бразилія | Ігор Гомес             |
| 31 | НП   | Бразилія | Жуан                   |
| 34 | ЗХ   | Бразилія | Велінгтон              |
| 37 | ПЗ   | Бразилія | Таллес Коста           |
| 40 | ВР   | Бразилія | Тьяго Коуто            |
| 43 | ЗХ   | Бразилія | Валсе                  |
| 44 | НП   | Бразилія | Жонас Торо             |
| 88 | ПЗ   | Бразилія | Патрік                 |
| 93 | ВР   | Бразилія | Жандрей                |

## Відомі гравці
- Жуніньо Пауліста
- Сержінью
- Жуліо Баптіста
- Кака
- Луїс Фабіано
- Ернанес
- Рікардо Олівейра
- Маркіньйос Сіпріано